# Thato Rantao Mwosa
Thato Rantao Mwosa es una cineasta y artista botsuana, radicada en Estados Unidos.

## Carrera
Su primera película Don't Leave Me se proyectó en el Festival de Cortometrajes de Nueva York. Don't Tell Me You Love Me, fue su segundo proyecto, adaptación de la historia original del artista Deslisile. La película retrata la violencia doméstica en un matrimonio. Ganó el premio al "Mejor cineasta emergente" en el 7º Festival de cine de Roxbury en 2005. 
Su serie de televisión Ya M'Afrika, se transmitió en el canal satelital de Gabón 3A Telesud. Se trataba de una serie dramática de ficción que seguía la vida de cuatro mujeres africanas conviviendo en una casa en Queens, Nueva York. Su documental de 2011 A Tribe of Women siguió a mujeres que trabajan por la paz en Sudán.

## Filmografía
- Don't Leave Me, 2005. Cortometraje
- Don't Tell Me You Love Me, 2005. Cortometraje
- The Day of My Wedding, 2007
- Ya M'Afrika, 2007. Serie de televisión
- An African in America, 2008
- Rapping for Life, 2009
- A Tribe of Women, 2011. Documental